# ژولیا کریستوا
ژولیا کریستِوا (به زبان بلغاری: Юлия Кръстева یولیا کریستوا و به زبان فرانسه: Julia Kristeva) (زاده ۲۴ ژوئن ۱۹۴۱) فیلسوف، منتقد ادبی، روان‌کاو، فمینیست و رمان‌نویس بلغاری-فرانسوی است که از اواسط دهه ۱۹۶۰ در فرانسه زندگی می‌کند.
ژولیا کریستوا بعد از انتشار نخستین کتابش، Semeiotikè در ۱۹۶۹ تأثیر زیادی در تحلیل انتقادی*، نظریه فرهنگ* و فمینیسم گذاشت. کارهای او شامل کتاب‌ها و مقاله‌های بسیار دربارهٔ نشانه‌شناسی، بینامتنیت و آلوده‌انگاری (ابجکسیون)* در حوزه‌های زبان‌شناسی، نظریه ادبی و نقد، روان‌کاوی، زندگینامه‌نویسی و خودزندگی‌نامه‌نویسی، تحلیل سیاسی و فرهنگی، هنر و تاریخ هنر می‌شود.
او یکی از پیشگامان نظریه پساساختارگرایی بود، که به واسطه برداشت خاص خود از نشانه‌شناسی و زبان‌شناسی و تلفیق آن با نظریه روان‌کاوی فرویدی-لکانی در کتاب «انقلاب در زبان شاعرانه» جایگاه مهمی در تفکر فرانسوی قرن بیستمی به دست آورد. بسیاری از مفاهیم او از جمله «کورا»، «امر نشانه‌ای» و «امر نمادین»، «آلوده‌انگاری»، «سرپیچی»، «بینامتنیت»، «سوژه در فرآیند/در محکمه» و «اخلاق کژآیین» در حوزه‌های مختلف مطالعات ادبی، فرهنگی و هنری بارها به کار گرفته شده‌اند.

## فمینیسم
کریستوا به همراه سیمون دوبوار، هلن سیکسو و لوس اریگاری از مدافعان اصلی فمنیسم فرانسوی به‌شمار می‌رود. کریستوا تأثیر فراوانی روی فمینیسم و مطالعات ادبی فمنیستی و همین‌طور بر خوانش هنر معاصر گذاشته‌است.
کریستوا ایدهٔ هویت‌های متکثر جنسی را در برابر نشانه‌شناسی متحد «زبان یکپارچه زنانه» مطرح کرده‌است.

### رد سیاست بازنمایی هویت
با وجود اینکه او معمولاً به عنوان یکی از معماران اصلی فمینیسم پست مدرن شناخته می‌شود که تا حدی عامل شناساندن مفاهیم «صحت سیاسی»، «چندگانگی فرهنگی» و «سیاست‌های هویتی» است، کریستوا خود اعلام کرده که دانشگاهیان فمینیست آمریکایی نوشته‌های او را به اشتباه فهمیده‌اند. او معتقد است که بالاتر قرار دادن هویت جمعی نسبت به هویت فردی امری است اشتباه و چنین برداشتی از هویت‌های جنسی، قومی و مذهبی «تمامیت خواهانه» است.

## رمان‌ها
کریستوا تعدادی رمان نوشته‌است که مشابه داستان‌های پلیسی است. در حالی که کتاب‌ها روایت تعلیق‌گونه مختص این‌گونه آثار را حفظ کرده‌اند و ساختار سطحی نوشتار دارای سبک است، خواننده با ایده‌هایی برخورد می‌کند که از درون پروژه‌های تئوریک او سر برآورده‌اند. شخصیت‌های او خود را از طریق دستگاه‌های روانی ابراز می‌کنند. این شیوهٔ نگارش او را بیش از همه به آثار متاخر داستایوسکی نزدیک می‌کند. آثار تخیلی او در حالی که اغلب تمثیل گونه‌اند، از رویکردهای حدیث نفسی نیز بهره می‌برند.

## آثار به فارسی
- علیه افسردگی ملی، مترجم مهرداد پارسا، نشر شوند (چاپ ششم، ۱۴۰۱).
- ملت‌هایی بدون ملی‌گرایی، مترجم مهرداد پارسا، نشر شوند (چاپ سوم، ۱۴۰۱).
- هانا آرنت: زندگی روایت است، مترجم مهرداد پارسا، نشر شوند (چاپ سوم، ۱۴۰۱).
- ازدواج به مثابه‌ی هنر (همراه با فیلیپ سولرس)، مترجم مهرداد پارسا، فائزه جعفریان، نشر شوند، ۱۴۰۱.
- مارسل پروست و ادراک زمان، مترجم بهزاد برکت، انتشارات دمان، ۱۳۹۷.
- خودم را می‌سفرم: خاطرات (مصاحبه با ساموئل دوک)، مترجم توفان گرگانی. نشر قطره، ۱۳۹۶.
- در آغاز عشق بود، مترجم مهرداد پارسا، نشر شوند، ۱۳۹۶.
- فردیت اشتراکی، مترجم مهرداد پارسا، روزبهان، 1389.

## آثار درباره کریستوا
* در ستایش دیگری، نظریه‌ی گسست در آثار کریستوا، نویسنده مهرداد پارسا، نشر شوند، ۱۴۰۱.
* کریستوا در قابی دیگر، نویسنده استل برت، مترجم مهرداد پارسا، نشر شوند، ۱۳۹۷. 
* تن بیگانه، مترجم مهرداد پارسا، نشر رخداد نو، 1389. 
* خورشید سیاه مالیخولیا: افسردگی و مالیخولیا در آثار کریستوا (مجموعه مقالاتی درباره‌ی مالیخولیا)، ترجمه و گردآوری مهرداد پارسا، نشر رخداد نو، 1388. 